# Бојан Маровић
Бојан Маровић (Титоград, 21. мај 1984) је црногорски певач и текстописац.

## Биографија
Рођен је у Титограду од оца Дарка и мајке Сање. Завршио је основну школу „Боро Ћетковић“, затим Средњу Музичку школу и Музичку академију на Цетињу, смер виолончело.
Године 2001. победио је у серијалу караока који је организовао подгорички кафе-бар „Епицентар“.
Следеће године први пут наступа у јавности на фестивалу Сунчане Скале. Мајка Сања Саки Маровић, чије песме "Растанак крај реке" и "Срели смо се много касно" су изашле 1978. године, му је за 18. рођендан поклонила нумеру „Више те нема“ са којом је освојио прво место на Вечери нових звијезда.
Године 2003. је поново учествовао на Сунчаним Скалама. Са песмом „Теби је лако“ је био први и она је, као и претходна, постала велики хит.
2004. године је победио на Охридском фестивалу. Представио се нумером „Ако се икада вратиш“ и освојио је Гранд Приџ, награду публике, награду за најбољу интерпретацију и награду „Долни Сарај“ (награду града Охрида).
Снимио је први албум под називом „Крио сам“ на коме се посебно издвојила истоимена нумера.
2005. године је остварио прву улогу у црногорском филму Имам нешто важно да вам кажем и глумио је Балшу.
2006. године је представио сингл „Срно малена“.
2007. године је објавио албум „Литар неба“. На њему се налази песма „Као ти“ која је постала његов највећи хит. Поново је победио на Охридском фестивалу са нумером „Ничег нема“. 2011. године је објавио песму „Буди добра према себи“ у част покојном колеги Тошету Проеском који ју је и компоновао.

## Приватни живот
Када је имао 16 година је преминуо Бојанов отац Дарко који је био боксер подгоричке Будућности. Има десет година млађем брата Бориса. 
Године 2009. Бојана је претукла група пијаних младића јер је бранио другарицу. Задобио је тешке повреде лица и морао је на операцију јер га је један од нападача ујео за образ. 
Био је пет година у вези са моделом Лореном Орлић. 

## Дискографија
- Због тебе  (2004)
- Литар неба (2007)
- За тебе и мене (2011)

### Синглови
- Више те нема (Сунчане скале 2002)
- Теби је лако (Сунчане скале 2003)
- Срно малена (2006)
- Зрно бибера (2008)
- Да моја си (2008)
- Од среће јужно (фестивал Врњачка Бања 2009)
- Сваки корак твој (Пјесма Медитерана 2010)
- Буди добра према себи (2011)
- Колико волим те ја (Радијски фестивал 2013)
- Пусти ме (2016)
- Да ли си спремна (2016)
- Као да си ту (2018)
- Још си само моја (2019)

## Филмографија
| Год.     | Назив                         | Улога |
| -------- | ----------------------------- | ----- |
| 2000.-те |                               |       |
| 2005.    | Имам нешто важно да вам кажем | Балша |
| 2010.-те |                               |       |
| 2017.    | Синђелићи                     | Рођак |

## Фестивали
Сунчане скале, Херцег Нови:
- Више те нема (Вече нових звезда), победничка песма, 2002
- Теби је лако, победничка песма, 2003

Еврофест, Охрид:
- Ако се некад вратиш, прва награда публике, награда за најбољу интерпретацију, награда Долни Сарај (награда града Охрида), победничка песма, 2004
- Ничег нема, победничка песма, 2007

Европесма / Европјесма:
- Свеједно, 2005

Радијски фестивал, Србија:
- Да моја си, 2008
- Бићеш моја, 2013

Врњачка Бања:
- Од среће јужно, награда медија, 2009

Радијски фестивал, Хрватска:
- Истина за нас, 2009

Пјесма Медитерана, Будва:
- Сваки корак твој, 2010

Београдско пролеће:
- Живим за нас, 2022
- Све бих дао, 2024
- Идем, одлазим, награда за најбољу песму НАКСИ радија, 2025

Скале, Херцег Нови:
- Четри зида, 2022